# 疵 (映画)
『疵』（きず）は、1988年に公開された陣内孝則主演、梶間俊一監督による日本映画。東映・ユピテル・コミュニケーションズ・インターナショナル製作提携、東映配給。

## 概要
1987年の陣内孝則主演・梶間俊一監督の『ちょうちん』が高い評価を得て、ヒットしたことから、ほぼ同じスタッフで製作された。陣内は『ちょうちん』『極道渡世の素敵な面々』（和泉聖治監督）に続くヤクザ映画となる。『ちょうちん』は金子正次の遺稿の映画化であったが、本作は本田靖春原作のノンフィクション『疵／花形敬とその時代』の映画化で、実在したヤクザ・花形敬の生涯を描く。銃や刃物を身に付けず、常に素手で相手を叩きのめし、ヤクザの間で"死神"と恐れられた男・花形をモデルにした作品は多いが、実名で登場するのは本作が初。これは企画から参加した花形の兄貴分・安藤昇の後押しにより可能にしたものである。

## あらすじ
花形敬は世田谷区の旧家の出だが我が強く、小学生の時のケンカで自ら左頬を切ってみせた疵が生涯残っていた。幼い頃に父親を亡くしたが、母親は洋裁の仕事で敬を育て、自宅の洋館も守り抜いた。敬に強くなれと諭し、拳闘を習わせたのも母親であった。
学生時代は番長を張り、移籍や退学を繰り返した挙げ句に、終戦直後の下北沢でチンピラとなる敬。その頃に美佐子と知り合い結婚したが、敬は渋谷を縄張りとするヤクザ「渋谷興業」の安藤 昇に気に入られ、組員となった。
美佐子が妊娠した頃にヤクザの揉め事で殺人を犯し、服役する敬。美佐子はお腹の子のために離婚し、実家に帰った。
長い服役後に出所して「渋谷興業」に戻り、渋谷でケンカ三昧の日々を送る敬。だが、この頃のヤクザはビジネス優先で暴力沙汰は敬遠された。そんな変化が不満で「渋谷興業」でも持て余し者となる敬。
小学校からの相棒で共にヤクザとなり、幹部に昇格している松田のショバを荒らす敬。顔を潰され窮地に陥るが、敬には手を出さない松田。松田の女で姐さん格の里美は子分たちを叱咤し、敬を拳銃で襲わせた。腹に銃弾を受けながら、病院を抜け出して酒を飲む敬の元に駆けつけ、言い訳もせずに殴られる松田。
「渋谷興業」の安藤 昇は、大金を借り倒した会社社長を自ら襲撃して射殺した。幹部も逃亡を余儀なくされ、逃避行の途中で美佐子と再会する敬。息子は小学4年になっていたが、死んだことになっている敬は、親子の名乗りも許されなかった。
逮捕されて3年余りを服役し、出所する敬。渋谷で勢力を拡大するヤクザ「大野組」は、安藤や幹部が出所する前に「渋谷興業」の縄張りを奪うために、組長代行の敬の命を狙った。敬の身を案じて、潜伏先のアパートまで訪ねて来る美佐子。
母親の誕生日に実家を訪ね、美佐子や息子とやり直すと話す敬。美佐子が待つアパートヘの帰りに、敬は「大野組」の刺客に刺され、33才の命を落とした。

## スタッフ
- 監督：梶間俊一
- 企画：安藤昇、千葉弘志
- エグゼクティブプロデューサー：渡瀬英陽、翁長孝雄、長谷川安弘
- プロデューサー：瀬戸恒雄、佐藤和之、藤井亮樹、小笠原明男
- 原作：本田靖春
- 脚本：縞五郎、梶間俊一
- 撮影：鈴木達夫
- 美術：桑名忠之
- 編集：西東清明
- 音楽：エヴァン・ルーリー
- 音楽プロデューサー：石川光
- 主題歌：南佳孝「Paradiso」
- 助監督：吉崎元

## 出演
- 花形敬（安藤組大幹部）：陣内孝則
- 兵藤美佐子：藤谷美和子
- 松田邦雄（安藤組大幹部）：ジョニー大倉
- 吉村貞吉（バンドマン）：渡辺正行
- 里美：芦川よしみ
- ジム：我王銀次
- 平本進：小沢仁志
- 和田：湯江健幸
- 水野：白石貴綱
- 村田：内藤剛志
- 田代強：佐藤仁哉
- 丸信デパート総務課長：浅野ゆう子（友情出演）
- 花屋店員：三田寛子
- 平野：江藤潤
- 三神：鹿内孝
- 室谷刑事：寺田農
- 佐川秀一：本間優二
- 花形美：加藤治子（特別出演）
- 安藤昇：岩城滉一

## 製作

### 企画
梶間俊一は、深作欣二や伊藤俊也に就いた長い東映の契約助監督時代に、山口洋子の小説『情婦』に感銘を受け、1980年頃、自身で「ロッカバラード情婦」というシナリオを書き、会社に企画を提出した。『情婦』は横井英樹襲撃後の安藤昇を山口が匿う話で、イメージキャストは、安藤を沢田研二、山口を三原順子で、これが監督デビュー作になる予定だったが、岡田茂東映社長から「ポルノ映画にしろ」と指示されたため、「それは無理だ」と断った。もう東映では監督になれないと思っていたら、五月みどり主演のポルノ映画『悪女かまきり』（1983年）で監督デビューすることになった。「ロッカバラード情婦」の脚本で取材をしているとき、花形敬を知り、いつか花形を題材にした映画を作ってみたいと考えていた。監督二作目の1987年の『ちょうちん』がヒットしたことから、改めて『疵』の企画を持ち込んだが、登場人物が全て実在の人物で、そのほとんどが健在かつ、第一線で活躍している人も多く、映画化は難しかった。安藤昇がOKを出さなければ実現は不可能と考え、安藤に直接会いに行って頼むと、安藤は『ちょうちん』を観ていて「あのセンスでやってくれるならいいだろう」とOKしてくれた。安藤自身は「岡田茂（東映社長）さんが好きだし、映画の世界では兄貴分のような岡田さんから、東映も悪いから手伝ってくれ」と頼まれ、安藤は当時はもう映画には関わっていなかったが、「岡田さんのためにも面白いものを作りたい」と企画・筆頭プロデューサーを引き受けたと話している。当時東映は『肉体の門』や『フライング 飛翔』など、興行不振が目立っていた。安藤は脚本やキャスティングにも関わった他、様々なトラブルを全部クリアした。梶間は原作者の本田靖春にも直接会い、脚本を見せて映画化の了承を得た。

### キャスティング
『疵』が映画化されると伝わると、根津甚八、小林薫、松田優作など、多くの人気俳優が名乗りを上げた。陣内もその一人で、陣内は原作発表時の1982年に読み、花形の魅力に取り憑かれ、「オレならこう演じる」と思いをめぐらせていた。梶間が陣内に「『疵』をやるよ」と言ったら「僕も『疵』をやりたいです」と答え、陣内の抜擢が決まった。陣内は当時、テレビに映画に引っ張りだこの、最高に乗っている若手俳優であった。しかし、いざ待望の役がまわってきた時、「オレのキャラクターではないかもしれない」と迷った。また、二本続いたヤクザ映画の主人公とどのように違いを見せたらいいのか、周囲の期待は大きくプレッシャーになった。『ちょうちん』で映画俳優としてのスタンスを決め『極道渡世の素敵な面々』ではじけ『疵』では押さえた芝居に取り組んだ。撮影の合間に安藤を見つけては「今の芝居はどうでしょうか」と細かくチェックしてもらった。

### 脚本
原作は『疵／花形敬とその時代』であるが、シナリオハンティングには時間をかけ、花形の友人にも多くの取材を重ねた。その際に聞いた花形がやくざの一線にいた時、中学の同窓会に出席した原作にないエピソードなどを映画に取り入れた。取材中、花形を悪くいう人はいなかったという。

### 撮影
『疵』の時代は昭和30年代であるが、東京の中心にも捜せば昔を感じる風景が残っており、苦労してそれをつなげている。

### 製作費
総原価4億4000万円。

## 宣伝
数々の映画賞に輝いた『ちょうちん』は、ビデオも好調で、テレビ放映も好視聴率と二次使用でも健闘し、『極道渡世の素敵な面々』もヒットで、その要因はニュースター・陣内孝則の力が大きいと分析され、陣内、ジョニー大倉、岩城滉一の3人をメインに男のカッコ良さを全面に出して売り込みを図った。どちらかといえば、重苦しい雰囲気で売り、ターゲットは男性客に絞り込んだ。

## 興行成績
配給収入4億5000万円。

## 評価
製作当時から"新東映やくざ映画路線"という評価があったが、今日では東映Vシネマというジャンルを切り拓いた、"ニューやくざ映画"、"ネオやくざ路線"の一作とも評される。